# Diocesi di Natitingou
La diocesi di Natitingou (in latino Dioecesis Natitinguensis) è una sede della Chiesa cattolica in Benin suffraganea dell'arcidiocesi di Parakou. Nel 2023 contava 203.200 battezzati su 1.096.770 abitanti. È retta dal vescovo Antoine Sabi Bio.

## Territorio
La diocesi comprende il dipartimento di Atakora, in Benin.
Sede vescovile è la città di Natitingou, dove si trova la cattedrale dell'Immacolata Concezione.
Il territorio si estende su 20.499 km² ed è suddiviso in 42 parrocchie.

## Storia
La diocesi è stata eretta il 10 febbraio 1964, con la bolla Ne latius pateret di papa Paolo VI, ricavandone il territorio dalla prefettura apostolica di Parakou (oggi arcidiocesi). Originariamente era suffraganea dell'arcidiocesi di Cotonou.
Il 10 giugno 1995 ha ceduto una porzione del suo territorio a vantaggio dell'erezione della diocesi di Djougou.
Il 16 ottobre 1997 è entrata a far parte della provincia ecclesiastica dell'arcidiocesi di Parakou.

## Cronotassi dei vescovi
Si omettono i periodi di sede vacante non superiori ai 2 anni o non storicamente accertati.
- Patient Redois, S.M.A. † (10 febbraio 1964 - 11 novembre 1983 dimesso)
- Nicolas Okioh † (11 novembre 1983 - 10 giugno 1995 dimesso)
  - Sede vacante (1995-1997)
- Pascal N'Koué (28 giugno 1997 - 14 giugno 2011 nominato arcivescovo di Parakou)
  - Sede vacante (2011-2014)
  - Antoine Sabi Bio (2011-2014) (amministratore apostolico)
- Antoine Sabi Bio, dal 13 marzo 2014

## Statistiche
La diocesi nel 2023 su una popolazione di 1.096.770 persone contava 203.200 battezzati, corrispondenti al 18,5% del totale.
| anno | popolazione | popolazione | popolazione | presbiteri | presbiteri | presbiteri | presbiteri                | diaconi | religiosi | religiosi | parrocchie |
| anno | battezzati  | totale      | %           | numero     | secolari   | regolari   | battezzati per presbitero | diaconi | uomini    | donne     | parrocchie |
| ---- | ----------- | ----------- | ----------- | ---------- | ---------- | ---------- | ------------------------- | ------- | --------- | --------- | ---------- |
| 1970 | 6.300       | 368.500     | 1,7         | 30         | 5          | 25         | 210                       |         | 30        | 38        | 16         |
| 1980 | 10.525      | 433.525     | 2,4         | 25         | 5          | 20         | 421                       |         | 27        | 51        | 23         |
| 1990 | 18.490      | 602.407     | 3,1         | 24         | 12         | 12         | 770                       |         | 16        | 65        | 23         |
| 1999 | 18.652      | 605.152     | 3,1         | 27         | 26         | 1          | 690                       |         | 8         | 84        | 22         |
| 2000 | 19.662      | 606.000     | 3,2         | 35         | 31         | 4          | 561                       |         | 11        | 81        | 24         |
| 2001 | 30.085      | 402.097     | 7,5         | 37         | 26         | 11         | 813                       |         | 16        | 29        | 25         |
| 2002 | 76.397      | 561.381     | 13,6        | 33         | 28         | 5          | 2.315                     |         | 11        | 30        | 24         |
| 2003 | 79.763      | 561.381     | 14,2        | 41         | 28         | 13         | 1.945                     |         | 28        | 33        | 25         |
| 2004 | 110.661     | 553.417     | 20,0        | 43         | 34         | 9          | 2.573                     |         | 23        | 45        | 26         |
| 2010 | 121.432     | 701.425     | 17,3        | 52         | 44         | 8          | 2.335                     |         | 35        | 149       | 29         |
| 2013 | 170.294     | 759.616     | 22,4        | 58         | 51         | 7          | 2.936                     |         | 37        | 168       | 26         |
| 2016 | 184.650     | 882.992     | 20,9        | 65         | 55         | 10         | 2.840                     |         | 28        | 153       | 37         |
| 2019 | 205.115     | 976.750     | 21,0        | 84         | 71         | 13         | 2.441                     |         | 41        | 181       | 39         |
| 2021 | 216.340     | 1.030.830   | 21,0        | 79         | 65         | 14         | 2.738                     |         | 46        | 175       | 39         |
| 2023 | 203.200     | 1.096.770   | 18,5        | 80         | 64         | 16         | 2.540                     |         | 44        | 150       | 42         |